# Tanel Padar
Tanel Padar, född den 27 oktober 1980 i Haljala i Estniska SSR i dåvarande Sovjetunionen, är en estnisk artist som har representerat Estland i Eurovision Song Contest två gånger. Första gången var i Stockholm år 2000, då han stod i kören bakom sångerskan Ines och bidraget Once In A Lifetime, som slutade på fjärde plats. Året efter stod han som vinnare i tävlingen när han tillsammans med Dave Benton och pojkbandet 2XL framförde låten Everybody, den första östeuropeiska vinnaren i tävlingen. Han är bror till Gerli Padar.
Numera är Padar frontfigur i det estniska rockbandet The Sun. Många av bandets låtar är skrivna av honom själv.